# رون كراوس
رون كراوس (بالإنجليزية: Ron Kraus)‏ هو سياسي أمريكي، ولد في 13 مايو 1956 في والثام في الولايات المتحدة. حزبياً، نشط في الحزب الجمهوري. وقد انتخب عضو مجلس نواب مينيسوتا.